# Линден (Гессен)
Линден (нем. Linden) — город в Германии, в земле Гессен. Подчинён административному округу Гиссен. Входит в состав района Гиссен. Население составляет 14 126 человек (на 31 марта 2023 года). Занимает площадь 22,77 км². Официальный код — 06 5 31 012.
Город подразделяется на 2 городских района.